# Ayumu Hirano
Ayumu Hirano (jap. あゆむ平野 Ayumu Hirano; ur. 29 listopada 1998 w Murakami) – japoński snowboardzista specjalizujący się w halfpipe’ie. W wieku 15 lat został wicemistrzem olimpijskim w halfpipe’ie, tytuł ten wywalczył podczas igrzysk olimpijskich w Soczi w 2014 roku. Tym samym stał się najmłodszym medalistą zimowych igrzysk olimpijskich. W zawodach tych rozdzielił Iourija Podladtchikova ze Szwajcarii i swego rodaka, Taku Hiraokę. W 2018 roku po raz drugi z rzędu został wicemistrzem olimpijskim, zdobywając srebrny medal na igrzyskach w Pjongczangu. Wyprzedził go jedynie Shaun White z USA. W zawodach Pucharu Świata zadebiutował 24 sierpnia 2013 roku w Cardronie, wygrywając rywalizację w halfpipe’ie. Dzięki temu został najmłodszym zwycięzcą zawodów pucharowych. Pokonał tam Hiraokę i Szwajcara Christiana Hallera. Najlepsze wyniki osiągnął w sezonie 2017/2018, kiedy to zajął trzecie miejsce w klasyfikacji generalnej AFU i drugie w klasyfikacji halfpipe’a.

## Osiągnięcia

### Igrzyska olimpijskie
| Miejsce | Dzień     | Rok  | Miejscowość | Konkurencja | Zwycięzca           |
| ------- | --------- | ---- | ----------- | ----------- | ------------------- |
| 2.      | 11 lutego | 2014 | Soczi       | Halfpipe    | Iouri Podladtchikov |
| 2.      | 14 lutego | 2018 | Pjongczang  | Halfpipe    | Shaun White         |
| 1.      | 11 lutego | 2022 | Pekin       | Halfpipe    | -                   |

### Puchar Świata

#### Miejsca w klasyfikacji generalnej
- - AFU[2]
- sezon 2013/2014: 11.
- sezon 2015/2016: 54.
- sezon 2017/2018: 3.
- sezon 2021/2022:

#### Miejsca na podium w zawodach
1. Cardrona – 24 sierpnia 2013 (halfpipe) - 1. miejsce
2. Cardrona – 8 września 2017 (halfpipe) - 2. miejsce
3. Copper Mountain – 9 grudnia 2017 (halfpipe) - 1. miejsce
4. Secret Garden – 21 grudnia 2017 (halfpipe) - 1. miejsce